# بخش رادنور (شهرستان دلاور، اوهایو)
بخش رادنور (به انگلیسی: Radnor Township) یک منطقهٔ مسکونی در ایالات متحده آمریکا است که در شهرستان دلاویر، اوهایو واقع شده‌است.
 بخش رادنور ۸۰٫۸ کیلومتر مربع مساحت و ۱٬۵۴۰ نفر جمعیت دارد و ۲۸۹ متر بالاتر از سطح دریا واقع شده‌است.